# Centro de Neurociências e Biologia Celular
O Centro de Neurociências e Biologia Celular (sigla: CNC) é um instituto de investigação de biociências e biomedicina da Universidade de Coimbra, sediada em Coimbra, Portugal. Os seus investigadores vêm de três faculdades da Universidade de Coimbra: as Faculdades de Medicina, Farmácia, e da Ciência e Tecnologia. Está também ligado aos Hospitais da Universidade de Coimbra (HUC), e a diversas empresas farmacêuticas.

## História
O CNC foi a primeira Associação Laboratorial em Portugal, e faz parte da Rede Europeia de Institutos Neurociência (ENI). Desde meados da década de 2000, ele esteve envolvido em investigações, em colaboração entre o Estado Português e o Instituto de Tecnologia de Massachusetts (MIT) e a Harvard Medical School (HMS).